# Estación Cruz Alta
Cruz Alta es una estación ferroviaria ubicada en la localidad del mismo nombre en el Departamento Marcos Juárez, Provincia de Córdoba, Argentina.
Fue inaugurada en 1888 por el Ferrocarril Oeste Santafesino.
En su edificio se encuentra el Museo y Archivo Histórico de Cruz Alta.

## Servicios
La estación corresponde al Ferrocarril General Bartolomé Mitre de la red ferroviaria argentina. No presta servicios de pasajeros ni de cargas. Sus vías e instalaciones están concesionadas a la empresa de cargas Nuevo Central Argentino.